# 高橋守雄
高橋守雄（1883年1月1日—1957年5月6日）日本熊本縣人，日本官員，歷任滋賀、長野、兵庫縣知事，於1931年1月接任台灣總督府總務長官，任期三個月。

## 生平
1908年，畢業於東京帝國大學，翌年進入內務省。1931年1月，總務長官人見次郎因霧社事件引咎辭職，高橋守雄他臨危受命擔任該職。原為台灣總督府警務系統的高橋，4月14日，轉任第34代警視總監。4月25日，在木下信到任前的空窗期之間，發生二次霧社事件。